# Тргове-Свіни

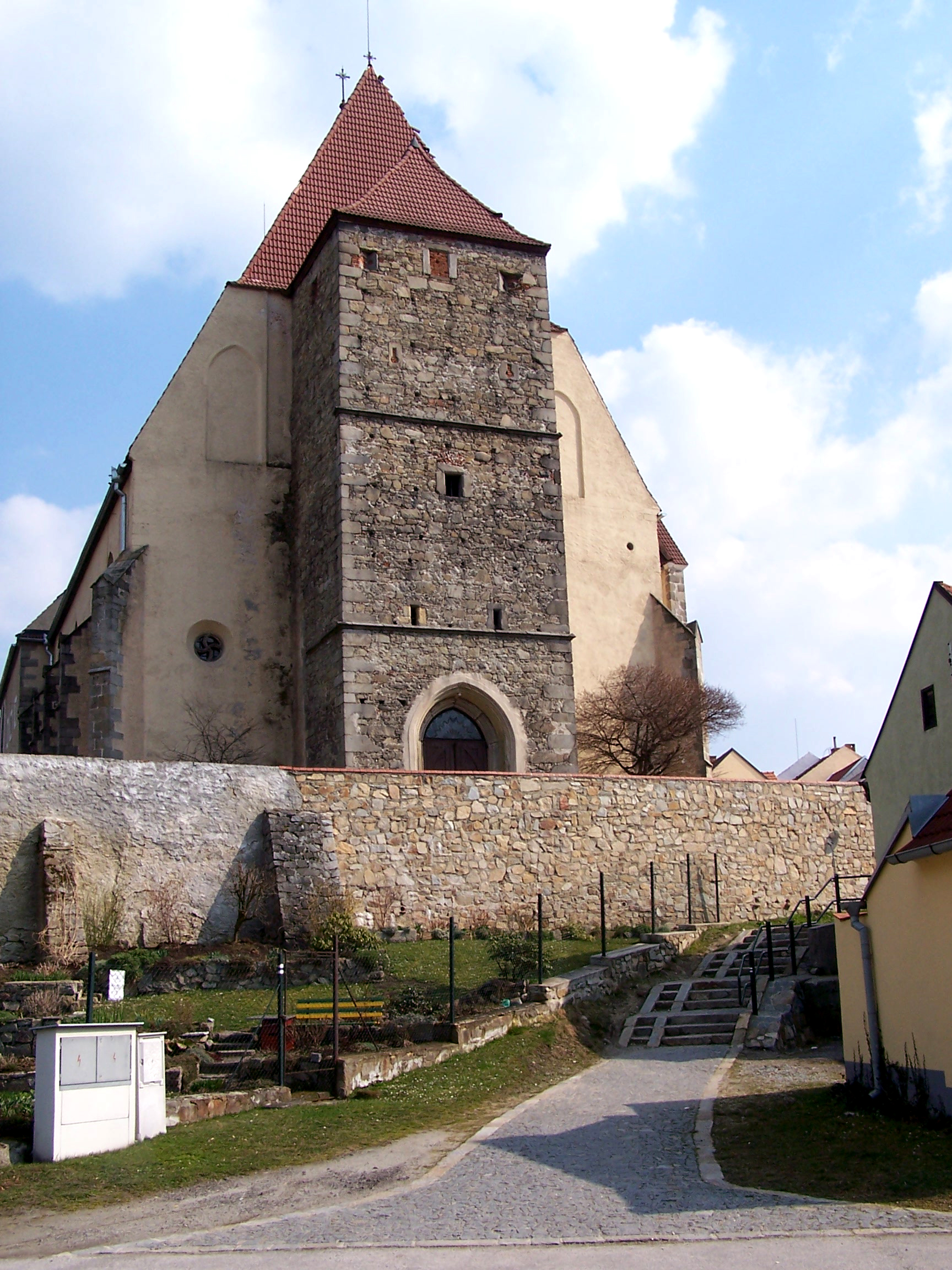
Костел Вознесіння Діви Марії, XIII століття

Тргове-Свіни (чеськ. Trhové Sviny) — місто і муніципалітет з розширеними повноваженнями, розташований в окрузі Ческе-Будейовіце в Південночеському краї Чехії.

## Історія
Близько середини XIII століття на старій торговій Віторазській дорозі виникли село й фортеця. Спочатку село називалося, ймовірно, Свиниця. У 1260 року в джерелах власником фортеці й села вказано представника ландштейнської гілки роду Вітковичів Оїрж з Ломниці (також відомий як Ойірж зі Свін) (пом. 1306р.). Пізніше він передав їх у володіння племіннику Вокуєву з Ландштейна (пом. бл. 1300 р.). Від Вока володіння перейшли у спадок його трьом синам. Молодший з них, Ойірж з Ландштейна (пом. 1327 р.), пішов до монастиря домініканців в Сезімово-Усті, якому пожертвував свою третину свініцьких володінь. Після смерті Ойіржа монастир продав володіння його троюрідному братові Вілему I з Ландштейна (пом. 1356 р.
), який потім скупив частки братів Ойіржа, ставши єдиним власником Свіницького панства.
Син Вилема I Вітек II з Ландштейна 1359 року продав Свіни панам з Рожмберка, які включили їх до складу Новоградського панства. У першій половині гуситських воєн Свіницький замок набув стратегічного значення, у зв'язку з чим в 1420 року був зайнятий Яном Жижкою. Коли після війни замок повернувся у володіння Ольдржіха II з Рожмберка, той був у настільки пошкодженому стані, що власник вирішив не відновлювати його. До 1480 року замок був подекуди значно зруйнований і розібраний на каміння для будівництва інших об'єктів. На місці Свіницького замку розташована Козінова площа. Від самого замку не лишилося жодного сліду.
В обмін на втрачені під час війни привілеї, 30 листопада 1437 року Ольдржіх II з Рожмберка подарував містечку Свіни право на отримання спадкування. Ці привілеї було подаровано королем Владиславом II: 20 березня 1481 року Свіни отримали право проводити двічі на рік великий ярмарок, а 26 вересня 1482 року — право варити пиво й «мильний привілей», тобто монопольне право міських ремісничих цехів на торгівлю певними типами товарів в межах міста і в радіусі однієї милі від неї. З тих пір містечко стали називати Тргове-Свіни.
Цехові об'єднання ремісників виникли в Тргове-Свіні в XV столітті, першим з яких був цех сукноробів, заснований в 1454 року. Надання «мильного привілею» позначилося на подальшому розвитку цих ремісничих об'єднань. Згодом найбільш почесне місце серед ремісників Тргове-Свіні зайняли місцеві шевці. У 60-х роках XIX століття в Тргове-Свіні почалося виробництво ґудзиків.

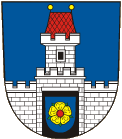
Стара версія герба міста з золотою трояндою Ранов з Градца.

Міська торгівля традиційно була орієнтована на Верхню й Нижню Австрію, при цьому Тргове-Свіни стали важливим торговельним центром своєї округи. У 1950-1960 роках Тргове-Свіни були районним центром.
За свою історію Тргові-Свіни перенесли кілька руйнівних пожеж: 
- у 1549 році пожежа знищила 131 будинок; -  під час Повстання чеських станів у 1619 році місто було повністю розграбовано й спалено;
- 1828 року місто вигоріло знову. 
У сучасному місті не збереглося практично жодного старовинного житлового будинку.
2003 року було змінено герб міста – золота геральдична троянда панів з Градца, які ніколи не володіли Свіницьким панством, була замінена на червону троянду панів з Рожмберка.

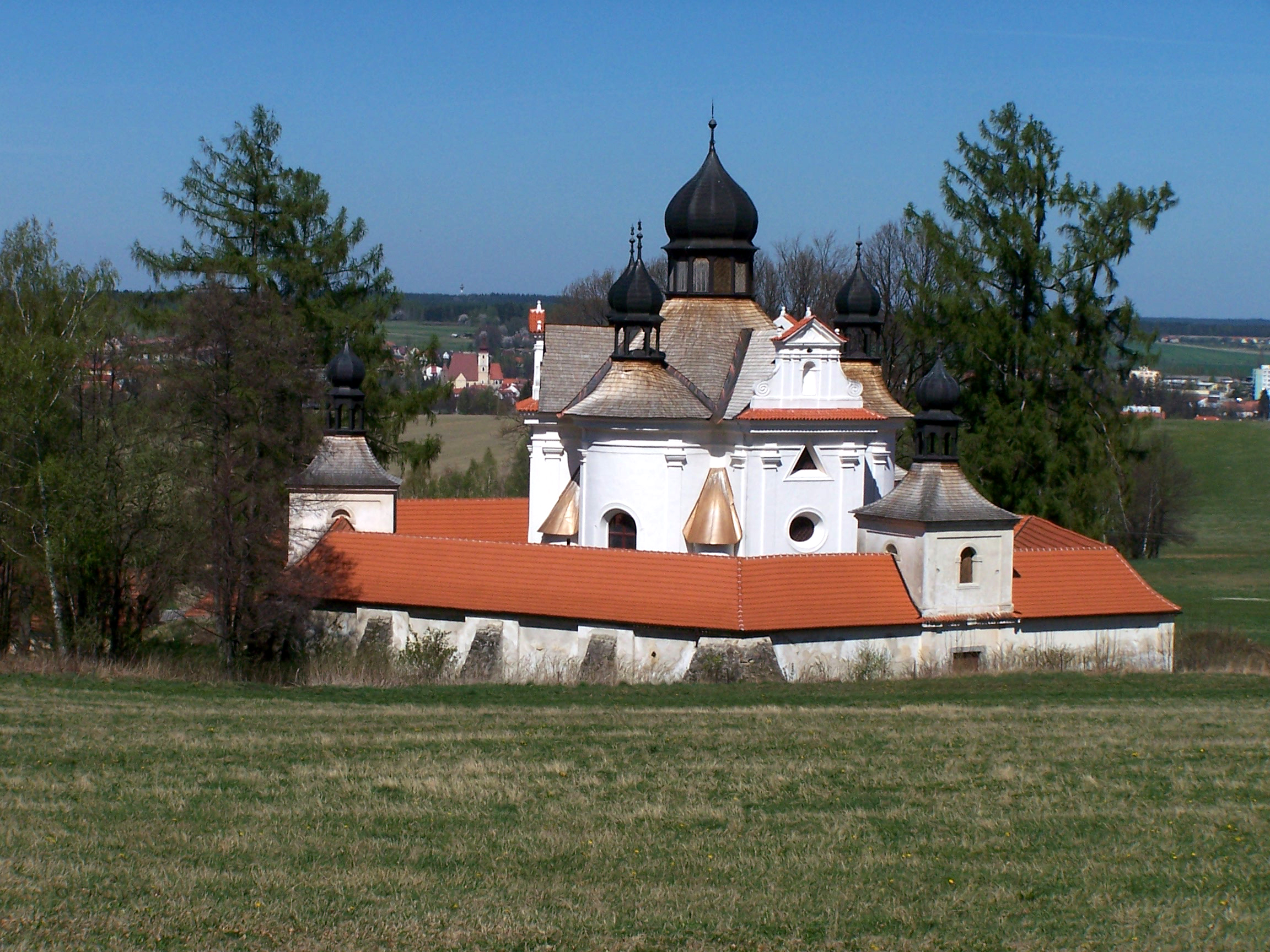
Паломницький костел Пресвятої Трійці.

- Паломницький костел Пресвятої Трійці — побудований в 1708 — 1710 роках в стилі бароко;
- Костел Взяття на небо Діви Марії — заснований в кінці XIII століття в готичному стилі;
- Бушкова кузня (Бушкув-Гамр) — історична пам'ятка;
- Міська ратуша — згадується з кінця XVI століття, в нинішньому вигляді перебудована в 1845 році;

## Частини міста
Бржези, Буквиця, Чержеёв, Градек, Едоварі, Нехов, Нежетіце, Отевек, печіння, Ранков, Тодне, Тргове-Свіні, Тршебічко, Веселка.

## Освіта
У місті діють початкова школа, восьмирічна гімназія і два професійно-технічних училища.

## Економіка
У місті виготовляються медичні матеріали, організовано деревообробку.

## Знамениті уродженці
- Еміль Гаха